# Now and Forever: The Hits
Now and Forever: The Hits är det första samlingsalbumet av den amerikanska R&B-gruppen TLC, utgivet 2003. Skivan innehåller tre tidigare outgivna låtar - "Get It Up", "Come Get Some" och "Whoop de Woo".

## Låtlista
1. "Ain't 2 Proud 2 Beg" - 4:08
2. "What About Your Friends" - 4:04
3. "Hat 2 da Back" - 4:07
4. "Get It Up" - 4:14
5. "Baby-Baby-Baby" - 3:58
6. "Creep" - 4:26
7. "Red Light Special" - 4:37
8. "Waterfalls" - 4:18
9. "Diggin' On You" - 4:14
10. "Kick Your Game" - 4:14
11. "Silly Ho" - 4:16
12. "No Scrubs" - 3:38
13. "Unpretty" - 4:00
14. "Come Get Some" (med Lil Jon och Sean P) - 4:19
15. "Girl Talk" - 3:36
16. "Damaged" - 3:52
17. "Whoop De Woo" - 3:52
18. "In Your Arms Tonight" - 4:30
19. "Turntable" - 3:24